# ジャーマン通り
ジャーマン通りは、東京都大田区にある商店街の通り。

## 解説
大森駅北口から出て、すぐ右の山王口から環七通りを結ぶ通り。長さおよそ1km。
通りには、アーケードもなく、商店街らしい店も少ないが、地元で人気の焼肉店「板門店」や、ケーキ屋「LE GARUE M」がある。